# Detstvo Bembi
Detstvo Bembi (russisk: Детство Бемби) er en sovjetisk spillefilm fra 1985 af Natalja Bondartjuk.

## Medvirkende
- Ivan Burljaev som Bambi
- Nikolaj Burljaev
- Natalja Bondartjuk
- Maris Liepa
- Jekaterina Lytjova som Falina